# Tortelloni
Tortelloni er en type fyldt pasta, der er udbredt i Norditalien, med en form der minder meget om tortellini, men som er større og hvor kanterne bliver lukket på en andne måde. De bliver traditionelt fyldt med ricotta-ost og bladgrøntsager som persille eller spinat.
Der eksisterer mange varianter, hvor grøntsagerne bliver erstattet med stærkere ingredienser som bl.a. Karol Johansvampe eller valnødder. Et andet almindeligt fyld, særligt i Ferrara, Modena og Reggio Emilia, er en pasta der primært består af græskar og amaretti-kiks.
Tortelloni fremstillet med ricotta og urter bliver normalt friturestegt med smeltet smør og salvieblade (nogle gange med ragù). Det er en af de norditalienske pastaretter uden kød, som indgår som traditionel ret juleaften.